# St. Peter (Spiekeroog)

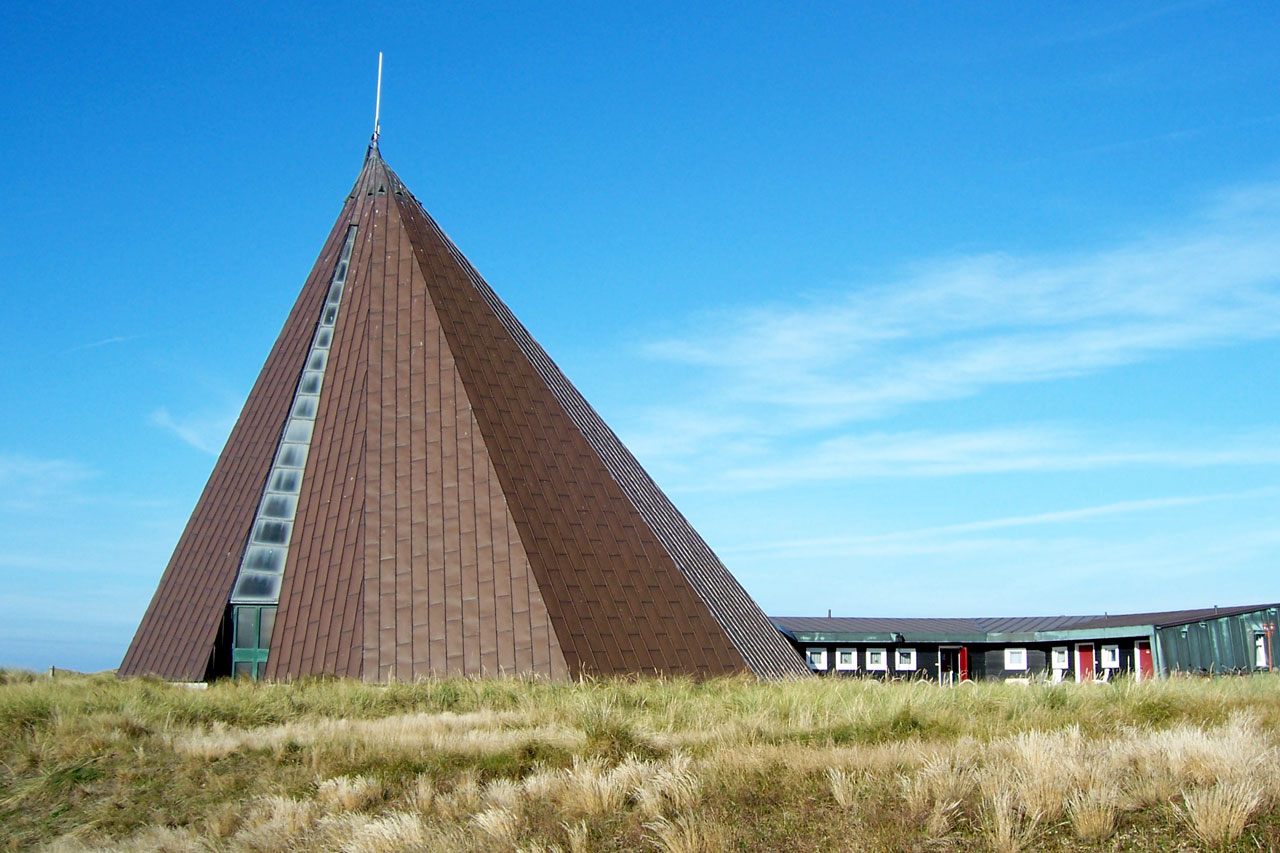
St. Peter

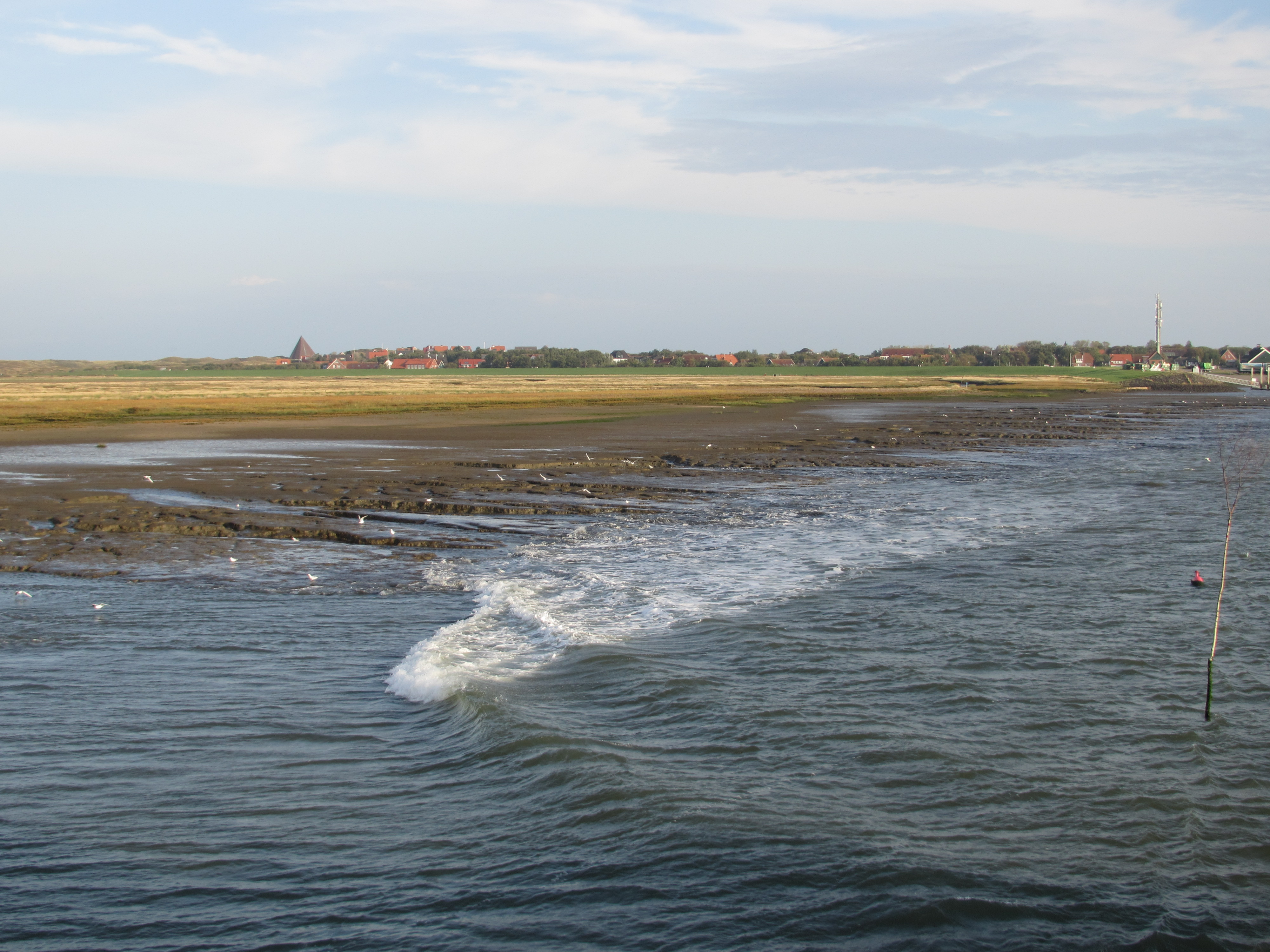
Das Zeltdach von St. Peter ist schon von Weitem zu sehen

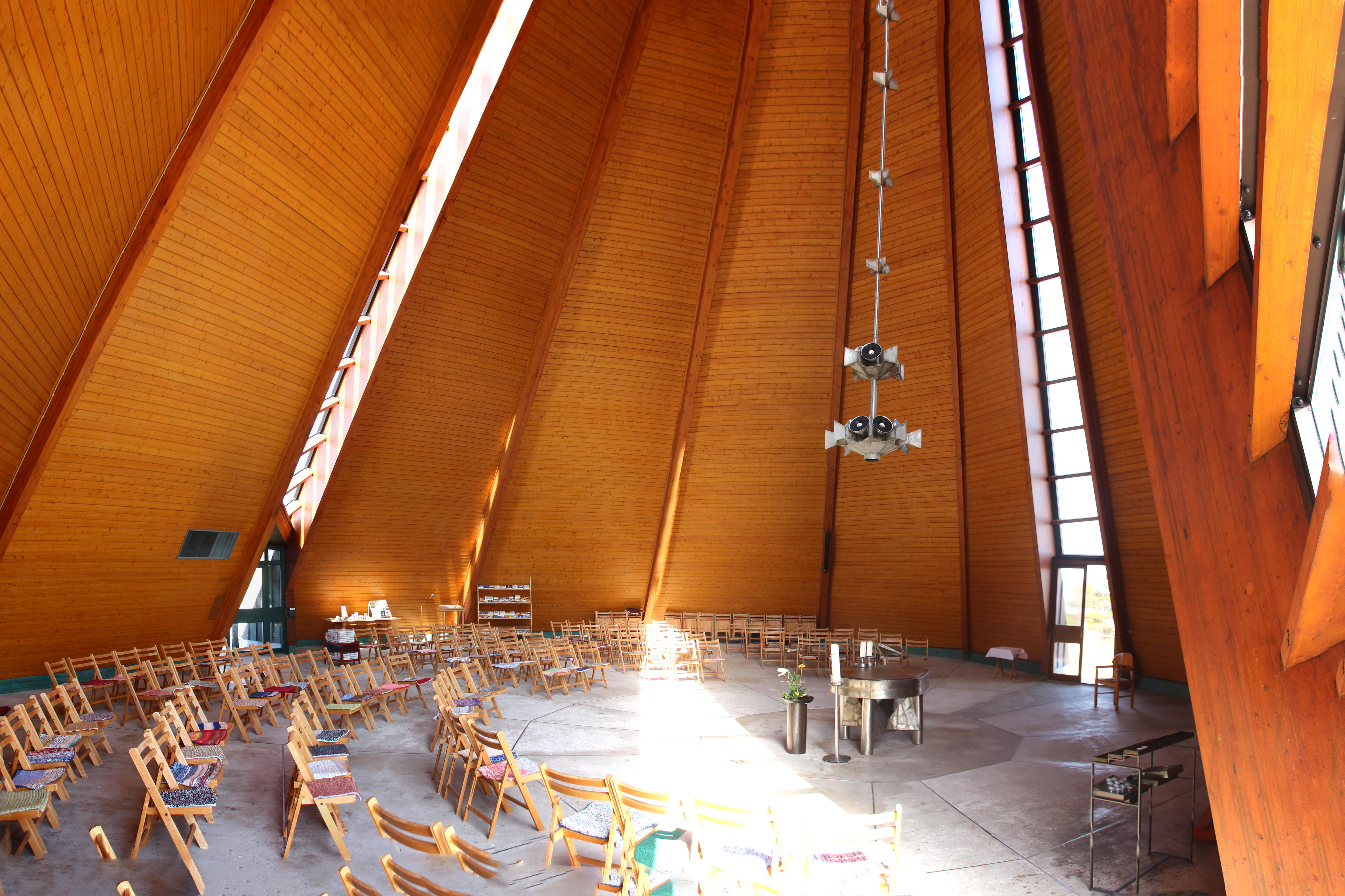
Inneres der Kirche

St. Peter ist die römisch-katholische Kirche auf der ostfriesischen Insel Spiekeroog. Sie wurde 1970 nach einem Entwurf von Walter Bunsmann in Zusammenarbeit mit Jörn Rau und Paul-Gerhard Scharf vollendet und geweiht und ist damit die jüngste der ostfriesischen katholischen Inselkirchen.
Auf Spiekeroog wohnen etwa vierzig Katholiken. St. Peter ist die einzige katholische Kirche neben zwei evangelischen Kirchen auf Spiekeroog, der Alten Inselkirche und der größeren neuen evangelischen Kirche aus dem Anfang der 1960er Jahre. Die Kirche auf einer Düne mit Seeblick wurde erbaut, um vor allem für die zunehmende Zahl der Urlauber ein „spirituelles Seezeichen“ zu setzen. Sie hat die Form einer polygonalen Pyramide oder eines Indianerzelts, wobei die Spitze aus dem Mittelpunkt der Grundfläche gerückt ist. Das Kupferdach reicht bis zum Boden und ist in ganzer Höhe von drei schmalen Fensterbahnen durchzogen.
Innen ist das Dach mit hellem Holz verkleidet. Der Altarbereich, der weit in die Raummitte vorgeschoben ist, ist nicht erhöht, sondern nur durch die Fußbodengestaltung abgegrenzt. Unter dem Altar liegt der tiefste Punkt der Kirche, genau unter der Spitze des Zeltdachs. Altar und Ambo sind aus Bronze gefertigt und nehmen die Symbolik der Zeltbahn oder des Segeltuchs auf. Der Altar, das Lesepult, das Kreuz, das Weihwasserbecken und der Kerzenleuchter wurden von Hermann Stehr, einem der bedeutendsten Künstler Schleswig-Holsteins, als Auftragsarbeiten für St. Peter gefertigt. Auch die von der Zeltdachspitze herabhängende Leuchte, die fast bis zum Altar hinunterreicht und symbolisch Himmel und Erde verbindet, stammt von Stehr.
Die Bestuhlung besteht aus hölzernen Klappstühlen, die das Motiv der Mobilität und Pilgerschaft verstärken, das dem ganzen Bau zugrunde liegt. Für jeden Stuhl häkelten die Gemeindemitglieder aus Wollresten bunte Sitzkissen, jedes ein Unikat.
Das Patrozinium des Apostels Petrus erinnert an biblische Erzählungen wie den Seesturm oder das Menschenfischerwort, aber auch an die Zugehörigkeit der Kirche zum Bistum Osnabrück.
Die Kirche ist neben den regelmäßigen Gottesdiensten auch Veranstaltungsort von Konzerten, Chorauftritten, offenen Sing-Abenden und Taizé-Andachten.